# Rudi Vonsée
Rudy George Henri (Rudi) Vonsée (Paramaribo, 29 december 1926 – Geldrop, 25 april 2016) was een Surinaams medicus en politicus.

## Biografie
In 1946 diende zijn moeder een officieel verzoek in om zijn achternaam te veranderen van Balinge in Vonsée. In 1950 kwam hij naar Nederland en twee jaar later keerde hij als afgestudeerd arts weer terug naar Suriname. Hij werkte daar als bedrijfsarts bij Billiton en was van 1956 tot 1961 huisarts in Paramaribo.
Vervolgens vertrok hij opnieuw naar Nederland om zich te specialiseren als vrouwenarts. In 1966 ging Vonsee werken bij het academisch ziekenhuis in Paramaribo en vanaf 1968 was hij tijdelijk directeur-geneesheer van een streekziekenhuis in Nieuw-Nickerie. Eind 1969 werd hij namens de Progressieve Surinaamse Volkspartij (PSV) de minister van Volksgezondheid waarbij hij bedong dat hij daarnaast ook nog enigszins actief kon blijven als vrouwenarts.
Twee jaar later verliet hij vrij plotseling de politiek en ging als vrouwenarts werken bij het St. Gregoriusziekenhuis in het Limburgse Brunssum. Hij gaf toen aan te willen gaan promoveren.
Vonsée overleed in 2016 in Geldrop op 89-jarige leeftijd.